# جولدي هولت
جولدي هولت (بالإنجليزية: Goldie Holt)‏ هو لاعب كرة قاعدة أمريكي، ولد في 22 مارس 1902 في Enloe, Texas ‏ في الولايات المتحدة، وتوفي في 11 يونيو 1991 في بربانك في الولايات المتحدة.

## وصلات خارجية
- جولدي هولت على موقعبيزبول رفرنس.كوم (الدوري الثانوي) (الإنجليزية)